# 高瀬耕造
高瀬 耕造（たかせ こうぞう、1975年12月26日 - ）は、NHKのチーフアナウンサー。兵庫県出身。

## 人物
兵庫県西脇市生まれで、同県明石市、加古川市育ち。加古川市立氷丘南小学校、加古川市立氷丘中学校、兵庫県立加古川東高等学校卒業後、同志社大学に進学するが、その後、関東の大学を再受験し、早稲田大学商学部に入学し、卒業。
1999年4月、NHKに入局。

## 職歴
東京での研修を経て、新潟放送局へ配属され、情報番組『あなたもWelcome!ゆうどき新潟』ニュース番組『新潟発ふれっしゅ便』のキャスターを担当した。
その後広島放送局へ異動。地域報道の他、2006年4月より、ふるさと発スペシャル『ちゅうごく人口減少社会』のキャスターを担当した。
2008年に東京アナウンス室へ異動。報道番組を多く担当し、『NHKニュース7』のサブキャスターや正午のニュースをはじめとする平日の定時ニュースを担当。2014年度上期にはテレビ番組出演本数が1位となる（詳細後述）。
2016年度の『NHKニュース7』の土・日・祝メインキャスター担当を経て、2017年度より『NHKニュースおはよう日本』6時台・7時台平日メインキャスターを担当した。『ニュース7』を担当していた時期の平日は、NHK各放送局の若手アナウンサーを対象とした選挙報道やニュースの伝え方などの研修の講師役を担当。
退局した武田真一の後任として2023年度から大阪放送局へ異動。関西ローカルの番組の他、全国向け放送を担当するほか、2023年12月31日放送の第74回NHK紅白歌合戦では総合司会を担当した。

## 挿話

### 業務関連
- ニホンモニター調べによる2014年1 - 6月期の「テレビ番組出演本数ランキング」の出演総本数が452本で、タレント・アナウンサーを合わせたランキングで1位となった[11][12]。
- 『NHKニュースおはよう日本・関東甲信越』のエンディングの締めで、続いて放送される連続テレビ小説について一言触れる「朝ドラ送り」[13]をすることが通例となっている[14][15]。逆に「おはよう日本」担当前に昼のニュースを担当していた頃は、連続テレビ小説（再放送）について表情で反応する「昼ドラ受け」を行っていたと言及されている[16][17]。
- 2012年12月7日に発生した三陸沖地震（東北地方太平洋沖地震〈東日本大震災〉の余震）では津波警報が発令されたことによる緊急報道を担当し、「東日本大震災を思い出してください」、「命を守るために一刻も早く逃げてください!」と強い調子で避難の呼びかけをした[18][11]。このときの三陸沖地震をきっかけに防災士の資格を取得したという[19]。

### プライベート
- マンゴーとハッサクが大好物[20]。
- 兵庫時代の思い出の味は加古川の「かつめし」、思い出の風景は「新快速から見た明石海峡と淡路島」[6]。
- 小学校・中学時代の同級生に将棋棋士の久保利明[21]、中学時代の同級生に女優の大路恵美、高校時代の同級生にお笑いタレントのレイザーラモンHG（卒業後は、高瀬と同じに同志社大学に進学している。）、元くるりのギタリスト大村達身[22]がいる。
- 大学入試センター試験（現大学入学共通テスト）を受験した際にマークシートの回答欄を間違えるミスを犯したことがある。このため、試験前日に放送される「おはよう日本」のエンディングでは、受験生への注意喚起で番組を締めるのが恒例となっていた[23]。
- 早稲田大学時代にグリークラブで活動[7][24]。現在の特技は男声合唱[25]。
- 妻は初任地の新潟局時代にテレビ新潟でアナウンサーとして勤務していた川野美咲で、2003年12月頃に結婚[4]。

## 担当番組
太字は、出演中の番組

### 新潟放送局時代（1999年度 - 2003年度）
- 新潟のニュース・中継・リポート
- あなたもWelcome!ゆうどき新潟 - キャスター（2001年4月 - 2002年3月）
- 新潟発ふれっしゅ便  - キャスター（2002年4月 - 2004年3月）

### 広島放送局時代（2004年度 - 2007年度）
- 広島・中国地方のニュース・中継・リポート
- ふるさと発スペシャル「ちゅうごく人口減少社会」 - キャスター（2006年4月 - 2007年3月）

### 東京アナウンス室時代（2008年度 - 2022年度）
- NHKニュースおはよう日本（キャスター：4:30 - 5:55）（2008年3月31日 - 2010年3月）[注釈 1]
  - （2007年8月13日 - 17日）[注釈 2]。：上岡亮の夏休み、金子哲也の森本健成の代理に伴う
- 月刊とれたてマイビデオ（2009年4月 - 2010年3月）
- NHK週刊ニュース（2009年10月31日、2010年10月23日、30日放送分、畠山智之の代理）
- 国会中継 （2010年度 第174（4月1日以降）・第175・第176）（ディレクター兼務）
- ニュースウオッチ9 - ニュースリーダー（2010年8月9日 - 20日）
- NHKニュース (午前0時)（2010年8月9日 - 20日）
  - 上記2つは出山知樹の代理で出演
- NHKスペシャル
  - シリーズ 日米安保50年 第4回「日本の未来をどう守るのか」 - サブキャスター（2010年12月11日）
  - 「台風連続襲来 “記録的豪雨”はなぜ?」 - キャスター（2013年10月26日）
  - 「 特定秘密保護法を問う〜“施行”まで4か月〜」[26] - キャスター（2014年8月1日）
  - 「緊急報告 列島大水害」 - キャスター（2015年9月12日）
  - 「欧州緊迫 ベルギー連続テロ事件」 - キャスター（2016年3月26日）
  - 「“感染爆発”をどう防ぐか」 - キャスター（2020年4月5日）
  - 「検証 コロナ予算77兆円」 - キャスター（2021年12月29日）
- NHKニュース7
  - サブキャスター（土曜・日曜）[27]（2011年4月9日 - 2012年4月1日）
  - メインキャスター（土曜・日曜・祝日）（2016年4月9日 - 2017年4月2日）
  - 武田真一の休暇による平日メインキャスター代理（2016年4月25日、26日、8月15日 - 19日、22日 - 26日）
- NHKニュース（午後8時45分：土曜・日曜）
  - 関東甲信越ローカル枠〔20:55 - 21:00〕のニュース・気象情報も兼務
    - 2011年4月9日 - 2012年4月1日
    - 2016年4月9日 - 2017年3月26日
- 平日はNHK各放送局の若手アナウンサーを対象に、選挙報道やニュースの伝え方などの研修を担当していた[8]。
- 正午のニュース
  - キャスター（祝日を除く月曜 - 金曜・2012年4月2日 - 2016年4月1日）
  - ※午前11時、午後1時、午後6時（大相撲中継期間中）のニュースも担当。
  - 登坂淳一の代行キャスター（2008年11月5日）
  - 横尾泰輔の代行キャスター（2011年8月5日、2012年2月14日 - 15日）
  - 佐藤龍文の代行キャスター（2011年8月6日 - 7日）
- ニュース シブ5時 ニュース担当（17:30 - 17:35・2015年5月25日 - 2016年4月1日）

※18:00 - 18:09のニュースはニュースリーダーを担当。
- 第46回衆議院議員総選挙（選挙速報） - サブキャスター（2012年12月16日）
- 第23回参議院議員通常選挙（選挙速報） - サブキャスター（2013年7月21日 - 7月22日）
- 第47回衆議院議員総選挙（選挙速報） - サブキャスター（2014年12月14日）
- BS1スペシャル「アトミック・ガールズ～米秘密都市 英雄と呼ばれた女たち～」 - ナレーション（2015年12月12日）
- NEXT 未来のために「社員たちの原発事故／東京電力 復興本社」 - ナレーション（2016年1月14日）
- 報道特別番組 “世界へのメッセージ”を読み解く  - キャスター（2016年5月27日）
- 第24回参議院議員通常選挙（選挙速報） - サブキャスター（2016年7月10日 - 7月11日）
- 東京都知事選挙（開票速報） - メインキャスター（2016年7月31日）
- その他、政局・災害等緊急報道対応
- 「第50回思い出のメロディー」 司会（2018年8月18日）
- 朝ドラ100作 ファン感謝祭[28] - 司会（2019年3月30日）
- 第25回参議院議員通常選挙開票速報 - キャスター（2019年7月21日）
- 天皇陛下「即位の礼」関連ニュース（メインキャスター、2019年10月22日）
- ゆく年くる年キャスター（2019年12月31日 - 2020年1月1日・2021年12月31日 - 2022年1月1日）
- NHKニュースおはよう日本 - メインキャスター（6:00 - 7:45・祝日を除く月曜 - 金曜）（2017年4月3日 - 2022年4月1日）
  - NHKニュースおはよう日本・関東甲信越 - メインキャスター（7:45 - 8:00・全国向けのおはよう日本から引き続き担当）
- ニュースLIVE! ゆう5時 - メインキャスター（2022年4月4日 - 2023年3月30日）
  - 2022年8月29日 - 9月1日、『ニュースLIVE! ゆう5時』などで、NHK民放6局防災プロジェクト「#いのちともに守る」をNHK代表として動画メッセージを発信。この動画では、高瀬の他に日本テレビから矢島学、テレビ朝日から松尾由美子、TBSから井上貴博、テレビ東京から狩野恵里、フジテレビから木村拓也が出演した[29][30]。
- ＃NHK（月曜日 - 木曜日キャスター、2022年4月 - 2023年3月30日）
- 美輪明宏 愛のモヤモヤ相談室（司会、2022年4月 - 、Eテレ）※2023年4月大阪放送局へ異動も引続き担当。
- NHKニュース - 不定期担当・ラジオニュース（夜勤・金曜午後8時 - 2時、土曜午前8時の定時ニュース担当）[注釈 3]
- 土曜スタジオパーク 「『美輪明宏 愛のモヤモヤ相談室』特集」 - ゲスト（2022年4月23日）
- こえスタ MC（2022年5月7日　こえスタ（2）から（8））

### 大阪放送局時代（2023年度 - ）
- 関西のニュース
- ニュース きん5時 - メインキャスター（2023年4月14日[注釈 4] - 2024年3月8日）
- 列島ニュース - キャスター[注釈 5]（2023年4月13日 - ）
- アナテレビ - ゲスト（2023年5月3日、総合テレビ）。この番組では、高瀬[注釈 6]の他に日本テレビから水卜麻美、テレビ朝日から大下容子、TBSから安住紳一郎、テレビ東京から松丸友紀、フジテレビから伊藤利尋が出演した[31]。
- NHKスペシャル
  - 「安倍元首相銃撃から1年 事件の深層と波紋」 - キャスター（2023年7月9日）
  - 「映像記録 阪神・淡路大震災 -命をめぐる30年の現在地」 - キャスター（2025年1月17日）
- 連続テレビ小説
  - ブギウギ（2023年10月2日 - 2024年3月29日） - ナレーション[32]
    - ブギウギ お正月スペシャル（2024年1月3日） - 司会
    - ブギウギ オン ステージ（2024年1月28日、近畿地方） - 司会[33]
    - ブギウギ音楽祭 朝ドラ「ブギウギ」ゆかりの名曲をフルオーケストラの演奏で!（2024年2月22日） - 司会[34]
    - ブギウギ オン ステージ 2（2024年3月2日、近畿地方） - 司会[35]

  - おむすび（2024年10月5日 - 2025年3月29日） - 土曜日週間総集編ナレーション
- 紅白なび（2023年12月18日 - 30日） - ナビゲーター
- 首都圏ネットワーク「おかえり天気」（2023年12月28日） - NHKホールステージ外からスポット出演
- 第74回NHK紅白歌合戦（2023年12月31日） - 司会（有吉弘行、橋本環奈、浜辺美波と担当）[36]
  - NHK紅白歌合戦お正月スペシャル 第74回NHK紅白歌合戦を振り返る（2024年1月8日[注釈 7]） - 司会（有吉弘行と担当）
- 関西発ラジオ深夜便 - アンカー（2024年5月17日 - 18日）
- ほっと関西
  - 月曜日「おむすびウラ話」担当（2024年9月30日 - ）
  - 嶋田ココの代理キャスター（2024年10月29日）
- 激突メシあがれ - MC（2025年4月2日 - ）

### 他局への出演
- 踊る!さんま御殿!!（2023年3月14日、日本テレビ）※NHKと日本テレビのテレビ放送開始70周年を記念した共同企画として出演。